# Зовнішнє пасмо Кримських гір

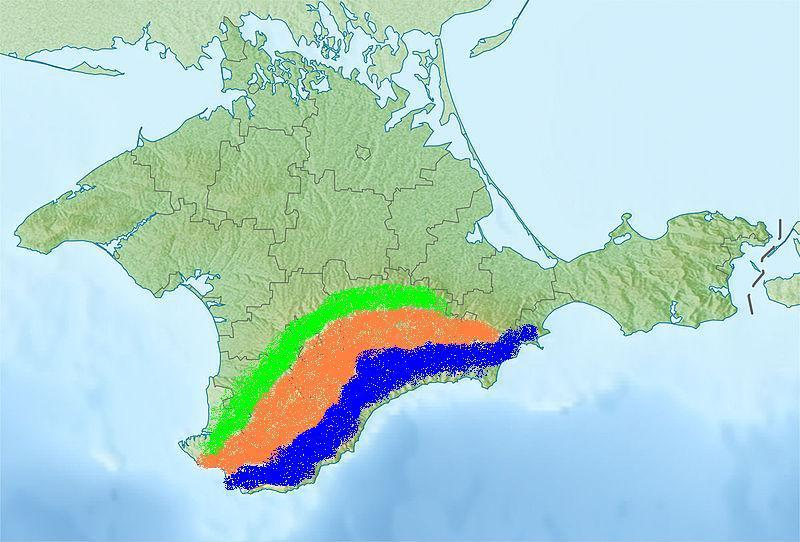
Приблизне розташування трьох пасом Кримських гір на мапі Криму (Зовнішнє пасмо відображене зеленим кольором).

Зо́внішнє па́смо Кри́мських гі́р (крим. Qırım dağlarınıñ tışqı sırası) — найнижча частина Кримських гір, розміщена на захід і північний захід від Внутрішнього пасма і відокремлена від останньої великою поздовжньою долиною (або зниженням). Являє собою асиметричну куесту, в якій довгі й пологі схили в напрямку захід — північний захід збігаються з нахилом гірських порід, а східні, з максимальними висотами до 350 м, — круті і обривисті. Пасмо складене переважно неогеновими або сарматськими вапняками, меншою мірою — мергелями та глиною. Пасмо лежить на південному піднесеному краї Скіфської платформи.
Зовнішня гряда чудово виражена в західній і східній частинах, а в центральній (між долинами річок Салгир і Біюк Карасу) вона зливається з Внутрішнім пасмом..
Починається Зовнішнє пасмо біля мису Фіолент хребтом Кара-Агач, продовжуючись Сапун-горою, після якої переривається Мекензієвими горами і знову з'являючись після Бельбекської долини біля села Верхньосадове. До річки Качі відрізок пасми носить назву Каратау (максимальна висота 306 м), від Качі до Альмінській долини — Яшлав (вища точка — гора Казан-Таш, 344,6 м). Частину пасма між Альмою та Західним Булганаком можна вважати горою Кизил-Джар — так називається на картах вища точка (333,9 м), хоча місцеві жителі іноді застосовують іншу назва: Ачеут. Після Західного Булганаку Зовнішнє пасмо досягає в районі Сімферополя найбільшої висоти (351,7 м — вершина Бадана над селом Трипрудним) і переривалася зниженнями, що тягнеться до межиріччя річок Бештерек та Зуї. Загальна протяжність пасма — близько 114 кілометрів. За Булганаком північний край пасма поступово переходить у степ, на південь західний край плавно спускається до моря, утворюючи обриви висотою до 50 м (між гирлами річок Альми і Бельбеку).
Зовнішнє зниження між Внутрішнім і зовнішнім пасмами являє собою ланцюг пласких ерозійних улоговин, що тягнуться від Мекензієвих гір на південному заході до Сімферополя (північний схід), складених в основному палеогеновими мергелями. У ньому на перетині з річковими долинами, розташовані міста Сімферополь та Бахчисарай, зниженням проходять залізниця і шосейна дорога на Севастополь.